# XXIV dinastia egizia
La XXIV dinastia egizia, penultima del Terzo periodo intermedio dell'Egitto, comprende solamente due sovrani, uno solo dei quali, Boccori, è citato come tale dalle liste manetoniane.
L'Egitto, diviso in un grande numero di principati i cui governanti si attribuirono titoli regali, pur governando talvolta solamente una città, era minacciato ad est dall'espansionismo degli Assiri che premevano alle sue porte e a sud dai sovrani nubiani che affermando di essere i veri discendenti della tradizione egizia miravano alla conquista di tutta la valle del Nilo.
La XXIV dinastia si estinse con la vittoria dei sovrani nubiani che dovranno poi affrontare il problema assiro.
| prenomen  | nomen      | Sesto Africano | Eusebio di Cesarea | Diodoro Siculo | Plutarco   | note                                                                       | anni di regno       |
| Shepsesra | Tefnakht   |                |                    | Tnephachthos   | Technactis | citato da Manetone col nome di Technactis unicamente come padre di Boccori | 727 a.C.- 720 a.C.  |
| Wahkara   | Bakenrenef | Bocchoris      | Bocchoris          | Bocchoris      | Bocchoris  |                                                                            | 720 a.C. - 715 a.C. |